# Іонешть (Брашов)
Іонешть, Іонешті (рум. Ionești) — село у повіті Брашов в Румунії. Входить до складу комуни Каца.
Село розташоване на відстані 200 км на північ від Бухареста, 59 км на північ від Брашова, 149 км на південний схід від Клуж-Напоки.

## Населення
За даними перепису населення 2002 року у селі проживали 174 особи, з них 170 осіб (97,7%) угорців. Рідною мовою 170 осіб (97,7%) назвали угорську.